# Coromantins
Els coromantins (o coromantees o kormantines) és el nom anglès que es va donar als esclaus àkans que provenien de la Costa de l'Or, a l'actual Ghana. En l'actualitat el terme coromantee és considerat arcaic i per a referir-se a ells s'utilitza simplement el terme de poble àkan. El terme de coromantins es va utilitzar sobretot al Carib. Els coromantins provenen de molts grups ètnics àkans com els aixanti, fantes i akyems, entre d'altres i es creu que va ser atorgat als captius de guerra. Tenint una base comuna que parlen la llengua àkan, els coromantins van organitzar dotzenes de revoltes d'esclaus a Jamaica i a altres llocs del Carib. Degut a la que la seva naturalesa revoltosa va arribar a ser notable entre els propietaris blancs de les plantacions al segle xviii, es va proposar una llei que prohibia la importació d'esclaus de la Costa de l'or, tot i que tenien una reputació de treballadors durs. Els àkans van ser el grup humà que va tenir una influència més destacada a Jamaica. Els cimarrons jamaicans tenen una cultura i llengua derivada de l'àkan. Cudjoe, Quamin, Cuffy i Quamina són alguns noms de líders coromantins notables que corresponen a noms de dia àkans: kojo, kwame, kofi i kwamina, respectivament.

## Història

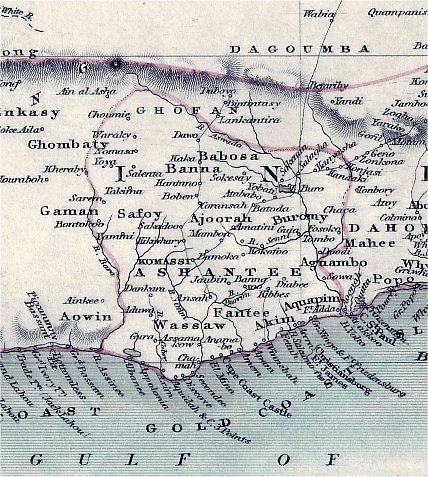
Mapa de l'Imperi Aixanti i la Costa de l'Or.

### Orígens
Durant els segles xvii i xviii els africans captius de la zona de la Costa de l'Or (actual Ghana) foren enviats a les colònies del Carib. Jamaica va rebre un alt percentatge dels esclaus d'aquesta regió perquè el poder naval de l'Imperi Britànic li va donar accés a aquesta zona. Entre aquesta hi havia persones venudes pels aixanti perquè els grups àkans estaven en guerres freqüents. Així, hi havia molts presoners de guerra aixanti, fantes i d'altres grups àkans. Els propietaris d'esclaus blancs van començar a distingir els africans segons el seu lloc d'origen i van caracteritzar-los segons la seva etnicitat. Coromantee fou considerada la regió de la que arribaven persones que tenien una llengua comú que a l'actualitat es coneix com a àkan i aquesta llengua formava la base d'una organització de persones estructurada que s'ajudaven entre elles. Edward Long, un colonialista blanc jamaicà del segle xviii que va lluitar durament per a prohibir els coromantins, va dir que la unitat dels grups àkans jugava un rol important en l'organització de rebel·lions tot i que els coromantins estaven dispersos en diferents plantacions. La unitat organitzada dels coromantins es devia a la seva base comú i també contribuïa a una ajuda mútua, en un grup d'enterrament i en espais d'oci comuns.

### Història cultural

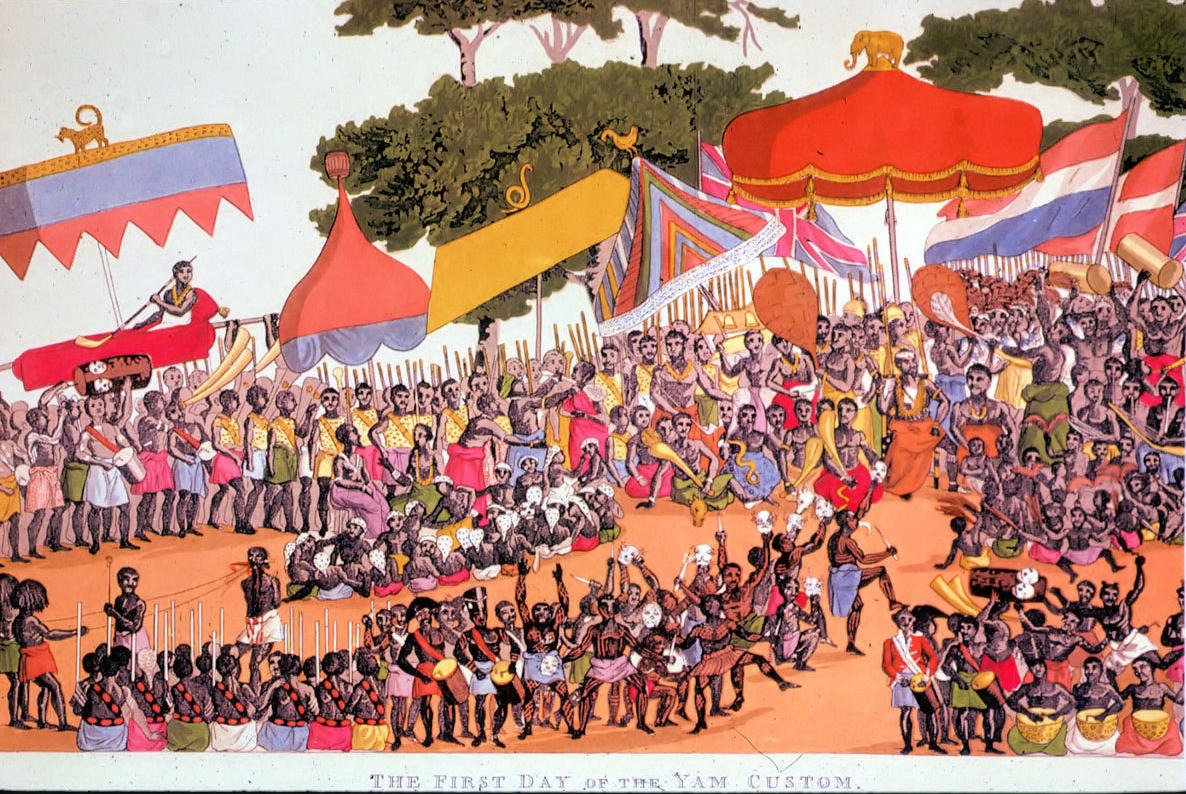
La cerimònia del nyam feta per grups àkans, dibuix del de Thomas Edward Bowdich

Abans que els coromantins fossin esclavitzats, formaven part de grups àkans altament organitzats i estratificats com per exemple l'Imperi aixanti. Els estats àkans no eren tots iguals; al segle xvii n'existien diferents grups que compartien una llengua comú. Aquests grups també tenien una mitologia comú; creien en els déus nyame i anansi. Les històries d'aquest últim es van mantenir en el Nou Món i va esdevenir Annancy, Anansi Drew o Brer Rabbit a Jamaica, les Bahames i el sud dels Estats Units respectivament. Els àkans també compartien el concepte dels noms dels dies. Els noms de moltes de les rebel·lions que van organitzar els coromantins ho demostren: cuffi (kofi), cudjoe (kojo) o nanny (nana) bump.

### Esclavitud a Àfrica
Les diferències que hi havia entre l'esclavitud a Àfrica i l'esclavitud que tractava els esclaus com a propietat personal (esclavitud moble) podria ser una de les raons principals de la naturalesa rebel dels coromantins. A Amèrica, els esclaus només eren propietat i no tenien cap dret com a persona. A l'esclavitud africana, particularment l'aixanti, l'esclavitud era una condició basada en la circumstància. Els esclaus hi tenien drets, propietats i no es permetia que els propietaris matessin els seus esclaus a menys que ho permetés el Rei. A més a més, els esclaus podien tenir propietats i els seus fills eren lliures. Els àkans intentaven incorporar un esclau d'una altra tribu en la seva propietat per fer que el fill d'un esclau fos una persona lliure. Els coromantins es van adonar que ells i els seus descendents serien esclavitzats de manera perpètua a diferència del seu sistema a l'Àfrica i per això es van rebel·lar moltes vegades. A més a més, ells es veien a si mateixos iguals als blancs, ja que havien caigut en l'esclavitud perquè havien estat soldats que haurien pogut tenir esclaus també.

## Revoltes liderades per coromantins

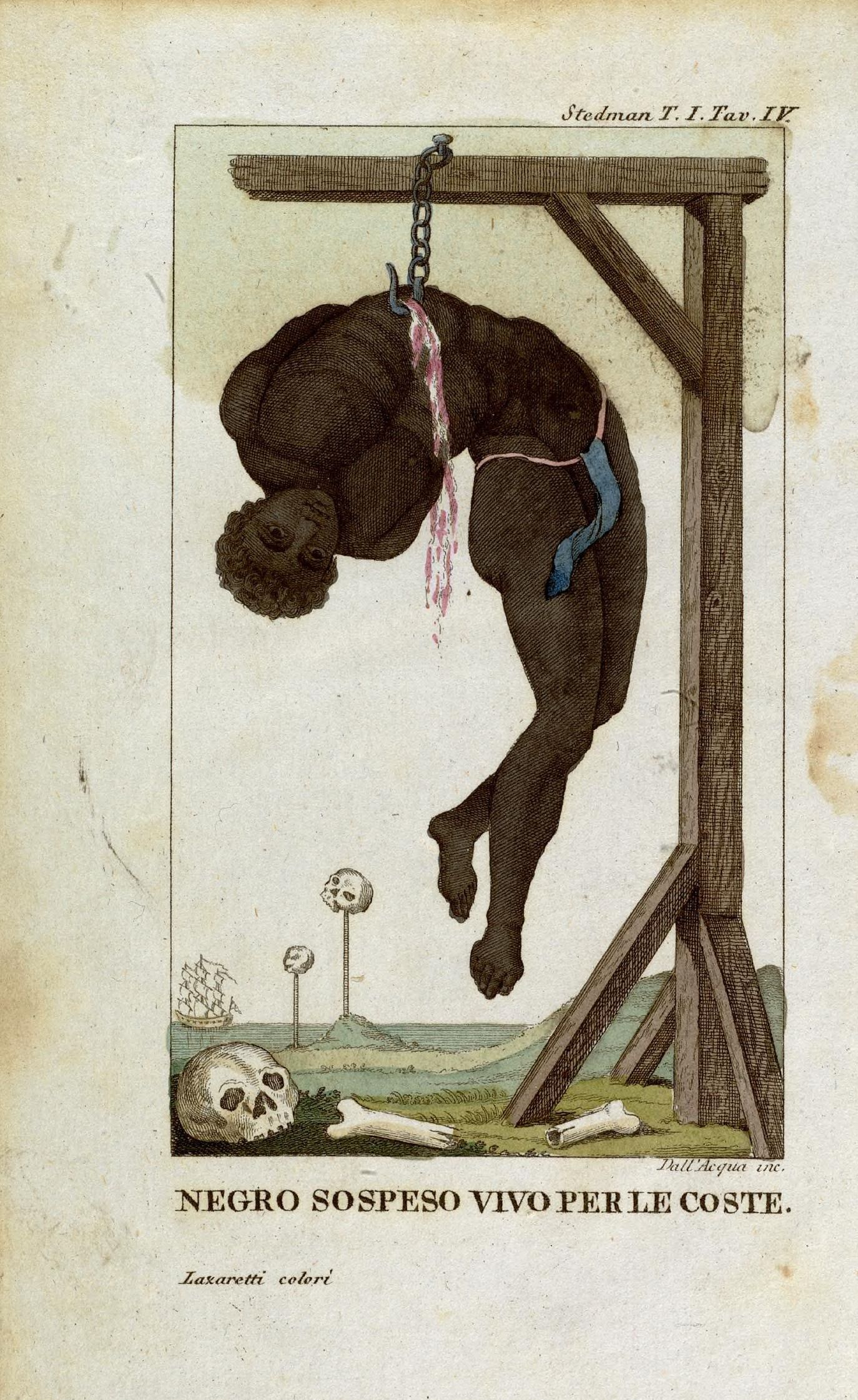
Gravat de William Blake que il·lustra "Un negre penjat d'una forca per les costelles" del capità John Gabriel Stedman a:Narrative of a Five Years Expedition Against the Revolted Negroes of Surinam, 1792.

Durant el segle xviii hi ha docuentades moltes revoltes d'esclaus que foren atribuïdes als coromantins.

### Rebel·lió de 1690
Segons Long, la primera revolta d'esclaus coromantins va passar el 1690 quan entre tres-cents i quatre-cents esclaus de la Parròquia de Clarendon, després de matar a un esclavista blanc, van agafar armes i provisions i van matar un supervisor de la plantació veïna. Per tal de reprimir aquesta revolta es va formar una milícia que volia capturar el seu líder. Molts dels rebels van fugir i van ajuntar-se amb els cimarrons. Long també descriu l'incident en què un propietari esclavista fou dominat per un grup de coromantins que després el van matar, li van tallar el cap i van retornar el seu crani dins una botella. El 1739 Cudjoe (Kojo), un líder de cimarrons coromantins va signar un tractat amb els britànics per tal que els cimarrons no ajudessin a altres rebel·lions d'esclaus.

### Rebel·lió d'esclaus d'Antigua de 1736
A Antigua, el 1736 un esclau africà anomenat "príncep Klaas" (que es deia Court) va planejar un aixecament en què els blancs serien massacrats. Court fou coronat "Rei dels Coromantees" en una pastura propera a la capital, St. Johns, en la que els blancs que ho observaven es pensaven que era un espectacle colorit, però que era un ritual de declaració de guerra dels esclaus contra els esclavistes blancs. Degut a la informació obtinguda a través d'altres esclaus, els colonialistes van descobrir el pla i el van evitar. El Príncep Klaas i quatre còmplices foren presos i executats. Sis esclaus foren encadenats i va morir de fam i uns altres cinquanta-vuit foren cremats. Aquestes execucions es van fer al lloc on en l'actualitat hi ha el Parc de Recreació d'Antigua.

### Guerra de Tacky
El 1760 hi va haver la conspiració coneguda amb el nom de la Guerra de Tacky. Aquesta fou organitzada per un esclau coromantí anomenat Tacky, que presumia de tenir avantpassats fantes. Long diu que gairebé tots els esclaus coromantins de l'illa s'hi van involucrar sense que els blancs ho sospitessin. El seu pla era acabar amb el domini britànic de Jamaica i establir-hi un regne africà. Tacky i les seves forces van poder prendre moltes plantacions i matar alguns dels seus propietaris. De totes maneres, foren traïts per un esclau anomenat "Yankee" que Long diu que volia defensar la casa del seu amo i ajudar els homes blancs. Yankee va córrer fins a un "estat" (plantació) veí i amb l'ajuda d'un altre esclau va alertar la resta de propietaris de les plantacions.
Els britànics van demanar l'ajuda de cimarrons jamaicans per a véncer els coromantins. Long descriu un britànic i un mulat que van matar tres coromantins cadascun.
Al final Tacky fou mort per un franctirador.

### Aixecament dels esclaus de Berbice
El 1763 va passar una revolta d'esclaus a Berbice, a l'actual Guyana que va ser liderada per l'esclau coromantí anomenat Cuffy o Kofi. La revolta va passar des del febrer de 1763 fins al 1764. Curry, igual que Tacky, va néixer a Àfrica Occidental abans de ser esclavitzat. Va liderar una revolta contra el règim colonial en la que hi van participar més de 2.500 esclaus. Després d'adquirir armes de foc, els rebels van atacar les plantacions. Ells van obtenir un avantatge amb la presa de la casa de Peerboom. Els esclaus havien dit als blancs que hi havia dins que ells podrien abandonar la casa, però quan ells van sortir, els rebels van matar-ne molts i van empresonar-ne d'altres, fins i tot la dona la dona d'un propietari d'una plantació que en Cuffy volia com la seva dona.
Després de molts mesos, la disputa entre Cuffi i Akra va provocar una guerra entre els dos. El 2 d'abril de 1763 en Cuffy va escriure a Van Hoogenheim dient-li que ell no volia una guerra contra els blancs i proposava una partició de Barbice: els blancs tindrien les terres costaneres i els negres les de l'interior. La facció d'Akara va guanyar i van matar a Cuffy. El 23 de febrer, el dia de l'aniversari de la revolta és considerat el dia de la República de Guaiana i Cuffy és considerat un heroi nacional del país i a Georgetown, la capital té un gran monument que el commemora.

### Conspiració de 1765
Darrere la conspiració de 1765 (Jamaica) hi havia esclaus coromantins. Els líders de la rebel·lió van segellar el seu pacte amb un jurament. Els líders coromantees Blackell i Quamin (Kwame) van empresonar i matar soldats i altres blancs a la zona de Port Maria (capital de la Parròquia de Saint Mary). Ells van intentar aliar-se amb els cimarrons per apoderar-se de l'illa. Els Coromantins pretenien donar als cimarrons els boscos de jamaica i quedar-se per a ells les terres cultivades. Els cimarrons no van estar-hi d'acord perquè ja tenien un tractat d'acord amb els britànics.

### Rebel·lió de 1766
El 1766 33 coromantins que acabaven d'arribar a Jamaica van matar com a mínim a 19 homes blancs a la Parròquia de Westmoreland. Això fou descobert quan una noia jove esclava va explicar els plans. Tots els conspiradors foren executats o venuts.

### Rebel·lió "Bussa" de Barbados de 1816
Barbados era un altre punt comercial destacat en el que els esclaus de la Costa de l'Or (sobretot de Ghana) eren importats abans que posteriorment es dispersessin cap a altres colònies britàniques com Jamaica i la Guyana Britànica. La importació d'esclaus de la Costa de l'Or a Barbados existí des del segle xvii fins principis del Segle XIX. El 14 d'abril de 1816 hi va haver una rebel·lió d'esclaus coneguda amb el nom de "Rebel·lió de Bussa" que fou liderada per un esclau que es deia Bussa. No es coneix gaire de la biografia de Bussa anterior a la revolta; historiadors actuals solen discutir sobre els seus possibles orígens. Una teoria genera és que Bussa fou Coromantee, tot i que també hi ha qui creu que era descendent d'igbos. És possible que Bussa tingués avantpassats dels dos grups diferents, ja que els esclaus que foren importats abans de la revolta (entre mitjans i finals del segle xvi solien ser de la Costa dels esclaus) provenien sobretot de la Costa de l'or i es van criollitzar amb els esclaus que ja existien a l'illa. L'incident de Bussa, igual que altres revoltes d'esclaus persistents del Carib va donar al Govern Colonial britànic incentius per aprovar i promulgar la Llei d'Abolició de l'Esclavitud de 1833 que va comportar el desballestament oficial de l'esclavitud a tots els territoris del Carib.

### Conspiració de Denmark Vesey de 1822
El 1822 hi va haver una conspiració d'esclaus provinents del carib als Estats Units que fou organitzada per l'esclau anomenat Denmark Vesey o Telemaque. L'historiador Douglas Egerton va suggerir que Vesey podria haver estat un coromantee, basat en el record d'un fuster negre lliure que va conèixer a Vesey al final de la seva vida. Vesey va començar a planejar una revolta d'esclaus inspirat en la Revolució d'Haití
La insurrecció havia de fer-se el Dia de la Bastilla, el 14 de juliol de 1822, amb la participació de milers de negres de Charleston i la costa de Carolina. El pla de Vesey i el seu grup d'esclaus i negres lliures era executar els esclavistes i alliberar la ciutat de Charleston. Vesey i els seus seguidors van planejar escapar-se a Haití. Dos esclaus oposats als plans de Vesey van fer malbé els plans. Les autoritats de Charleston van culpar 131 homes de la conspiració. En total, 67 homes foren jutjats i 35 penjats, incloent-hi a Denmark Vesey.

### Rebel·lió de Demerara

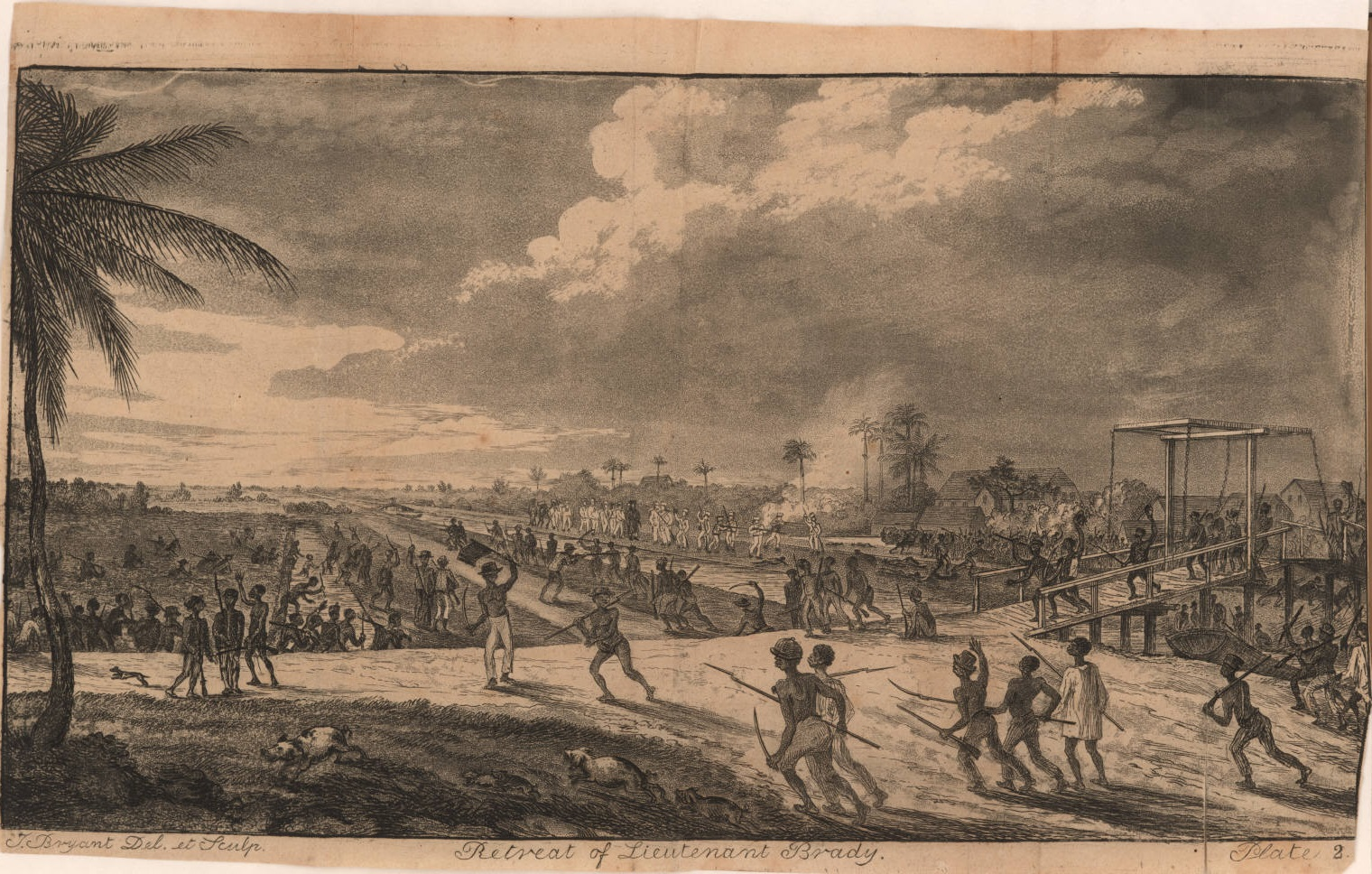
Milícies esclaves atacant els soldats europeus liderats per Lt. Brady, a Guyana.

Quamina (Kwamina) Gladston i el seu fill Jack Gladstone foren dos esclaus coromantins de la Guaiana Britànica que van liderar la Rebel·lió de Demerara de 1823, una de les revoltes d'esclaus més importants de les colònies britàniques abans que l'esclavitud fos abolida. Quamina era un fuster que treballava a una finca de la propietat de Sir John Gladstone. Va estar implicat en la revolta segons les autoritats colonials, empresonat i executat el 16 de setembre de 1823.
El 18 d'agost de 1823, Jack Gladstone i el seu pare Quamina van liderar una revolta contra les dures condicions i el maltractament que rebien els esclaus. Es van revoltar a l'església de Smith a Le Resouvenir que tenia una població de 2.500 blancs, 2.500 negres lliures i 77.000 esclaus; Quamina havia estat un dels cinc elegits que van esdevenir diaques de la congregació després de l'arribada de Smith. Després de l'arribada de notícies de Gran Bretanya sobre mesures que havien de millorar el tractament dels esclaus a les colònies, Jack havia sentit un rumor que els seus amos havien rebut instruccions d'alliberar-los però que s'hi havien negat. Els mesos abans de la revolta, van confirmar la veracitat dels rumors d'altres esclaus que havien obtingut la informació de Susanna, mestressa de claus de John Hamilton de Le Resouvenir i de Daniel, servent del Governador, entre d'altres. Joe Simpson havia escrit una carta que deia que la seva llibertat era imminent però que havien de ser pacients. Jack va escriure una carta (signada amb el nom del seu pare) als membres de la seva església informant-los de la nova llei.
Quamini va donar suport a les aspiracions del seu fill per a esdevenir lliure suportant la lluita a favor dels drets dels esclaus. Però com que era un home racional i va fer cas a l'avís del Reverend Smith, el va urgir a dir als altres esclaus que no es rebel·lessin sobretot per les festes de Nadal. Va enviar a Manuel i a Seaton amb aquesta missió. Quan va saber que la revolta era imminent, va instar a la moderació i feu prometre als esclaus que farien una vaga pacífica. Jack va liderar desenes de milers d'esclaus que es van aixecar contra els seus amos. Després que els esclaus van ser derrotats en la gran batalla de Bachelor's Adventure, Jack va fugir als boscos. Hi va haver un grup de caça de mil persones que es van oferir a capturar a Jack, Quamina i vint fugitius més. Jack i la seva dona foren capturats pel capità McTurk a Chateau Margo el 6 de setembre. Quamine va continuar lliure fins que fou capturat el 16 de setembre als camps de Chateau Margo. Fou executat i el seu cos va ser penjat a les cadenes al costat d'un camí públic davant de Success.

## Els coromantins a la ficció
Els coromantins protagonitzen l'obra de ficció Oroonoko de Aphra Behn (1640-1689) que es va publicar el 1688. Aquesta tracta sobre la història d'amor del seu heroi un esclau d'origen africà de Surinam durant la dècada del 1660 i les experiències personals de l'autor a la nova colònia d'Amèrica del Sud. Oroonoko: or the Royal Slave és una novel·la relativament curta sobre el net d'un rei coromantí africà, el príncep Oroonoko, que s'enamorà d'Imoinda. El rei també s'havia enamorat d'Imoinda i li va donar el vel sagrat que l'obligava a esdevenir una de les seves dones, tot i que ella ja estava casada amb Oroonoko. Després que ella estigués un temps a l'harem del rei, Oroonoko va fer un pla amb l'ajuda d'Onahal i Aboan. Ells foren descoberts i com que Imoinda havia perdut la seva virginitat, fou venuda com esclava. Però com que el rei se sentia culpable, va informar falsament a Oroonoko que ella havia estat executada, ja que es pensava que la mort era millor que l'esclavitud. Més tard, després de guanyar una nova guerra tribal, Oroonoko va ser traït i capturat per un capità anglès que volia vendre'l juntament amb els seus homes com esclau. Imoinda i Oroonoko foren portats al Surinam, que en aquell moment era una colònia anglesa, a on es van retrobar, amb els noms cristians de César i Clemene, tot i que la bellesa de la dama havia atret els desitjos d'altres esclaus i del cavaller de Cornualla, Trefry.
Quan Imoinda va quedar prenyada, Oroonoko va demanar que poguessin tornar a la seva terra i després de ser ignorat, va organitzar una revolta d'esclaus. Aquests van derrotar a forces militars i obligaren a lliurar una promesa del vicegovernador Byam una promesa d'amnistia. Tot i això, quan els esclaus es van rendir, Oroonoko i els seus foren castigats i assotats. Per a venjar el seu honor i expressar la seva pena, Oroonoko va decidir matar a Byam. Però per a protegir a Imoinda de la violació i la submissió després de la seva mort, va decidir matar-la. Els dos amants van discutir el pla i, amb un somriure a la cara, Imoinda es va suïcidar per la seva pròpia mà. Uns dies després, Oroonoko troba el cos decapitat de la seva amada i decideix suïcidar-se, però fou mort per esquarterament mentre ell fumava tranquil·lament una pipa i suportava estoicament el dolor.

## Projecte de llei de prohibició de la importació
El 1765 es va proposar un projecte de llei que volia evitar la importació de més coromantees. Edward Long era un escriptor anti-coromantí i va escriure: aquest projecte de llei, si s'aprova podrà acabar amb les arrels del mal. No hi haurà més coromantins que infectaran aquest país, ja que són una raça salvatge. Aquests haurien de ser suplits per altres negres més dòcils que estiguessin inclinats a la pau i a l'agricultura".
Els colonialistes van intentar separar els coromantins, fent-los viure separats i emplaçant-los amb altres esclaus i van controlar estrictament les seves activitats. Els igbos tendien més a practicar el suïcidi que la revolta com a forma de rebel·lió. Hi ha pocs igbos que es van fer cimarrons i s'aparellaven les dones igbos amb els homes coromantins amb la idea que aquestes estaven lligades al lloc de naixement dels seus fills primogènits.

## Assimilació
Van existir altres revoltes protagonitzades per coromantins però foren aplacades ràpidament. Els coromantins i la cultura àkan va influenciar la cultura afrojamaicana durant un temps però després de l'abolició de l'esclavitud el 1833 van perdre reputació i els coromantins es van integrar en la comunitat jamaicana.